# Випадкова дія
Випадко́ва ді́я (англ. Incidental effect) — концепція в праві Європейського Союзу, яка дозволяє використовувати непряму дію директив у приватних судових справах. Хоча фізична або юридична особа не може бути пред'явлена до суду за невиконання директиви, проте невиконання директиви державою може бути побічним фактором у позові проти фізичної особи, якщо це не накладає на неї юридичних зобов'язань.
Концепція була визначена Судом Справедливости у справі C-194/94 CIA Security International SA проти Signalson SA та Securitel Sprl. ЦРУ намагалося продати в Бельгії охоронну сигналізацію, яка була несумісна з бельгійськими технічними специфікаціями. Однак бельгійський уряд не повідомив про ці специфікації Європейський Союз, як того вимагала директива 1983 року. Суд постановив, що це суттєво знизило ефективність директиви, яка мала на меті знизити бар'єри в торгівлі, і що порушення бельгійським урядом директиви зробило бельгійське законодавство незастосовним до приватних осіб.
Ця концепція була особливо важливою у сфері договорів. Суд Європейського Союзу заявив, що суттєвий процедурний недолік у імплементації директиви може звести нанівець національне законодавство в контексті договору, і надав національним судам повноваження тлумачити такі правові проблеми на ґрунті їх власного договірного права.